# Донецкое (Харьковская область)
Донецкое (укр. Донецьке) (до 1930 – Ковалёвка) село, Малокамышевахский сельский совет, Изюмский район, Харьковская область.
Код КОАТУУ — 6322887003. Население по переписи 2001 года составляет 235 (120/115 м/ж) человек.

## Географическое положение
Село Донецкое находится на правом берегу реки Северский Донец, выше по течению на расстоянии в 2 км расположены сёла Шпаковка и Топольское, ниже по течению примыкает к городу Изюм, на противоположном берегу реки расположено село Снежковка.
Рядом с селом проходит автомобильная дорога Т-2109, в 2-х км проходит автомобильная дорога E 40 (М-03).

## История
- Конец 18 века — первое упоминание о селе Ковалевка.
- 1930 — переименовано в село Донецкое.

## Экономика
- Молочно-товарная ферма.

## Объекты социальной сферы
- Школа.
- Клуб.

## Достопримечательности
- Братская могила советских воинов. Похоронено 1940 воинов.